# شوكان (تعز)
شوكان هي إحدى قرى الجمهورية اليمنية. تتبع جغرافيا لمحافظة تعز وإداريًا لمديرية ماوية. يبلغ تعداد سكانها 3423 نسمة حسب الإحصاء الذي أجري عام 2004.